# アイドルちん
『アイドルちん』は日本テレビで2010年10月9日から2011年1月22日まで土曜日深夜に放送されていたバラエティ番組。ハイビジョン制作。
2010年10月9日から2010年11月27日までは25:50 - 26:20、2010年12月4日から2011年1月22日までは25:20 - 25:50に放送された。
CS放送日テレプラスでも2011年のバレンタインに関連した特別企画として2月5日の深夜帯に#1から#4までの4回分一挙放送を編成、以降19日までの2週に渡って全12回分が集中放送された。

## 概要
20人のアイドルが有吉の出す課題に体を張って挑戦し、一流のアイドルを目指す。
番組での課題、ライブチャット、携帯コンテンツ、撮影会・ライブイベント、DVD等での応援ポイントを個々のアイドルに計上し、そのランキング順位に応じて「☆」を与える。OAで☆を多く集めたアイドルは翌週の放送で「ご褒美」が貰える。
- 応援ポイントのご褒美
  - ☆50個　有吉おじ様からあだ名
  - ☆30個　テレビ・ラジオ・雑誌 出演
  - ☆20個　密着VTR
  - ☆10個　PV作成
  - ☆7個　CMキューショット独占権
  - ☆5個　センター権

## 出演者

### MC
- 有吉弘行（あしながおじさん）

### 出演アイドル
- Tomato n' Pine
- 中野腐女シスターズ
- ももいろクローバー
- 木村好珠（日テレジェニック2010）
- 中村知世（日テレジェニック2010）
- 尾崎ナナ
- 加藤沙耶香

## スタッフ
- 構成：桜井慎一、笹沼大、森本雅也、林田晋一、塩村文夏
- ナレーション：石井康嗣
- ディレクター：小泉浩之、流石英昭、今泉哲也
- プロデューサー：野田義人、秋丸桃香
- 演出・プロデューサー：毛利忍
- チーフプロデューサー：安岡喜郎
- 制作協力：SION
- 企画制作：日本テレビ
- 製作著作：アイドルちん製作委員会

## エンディングテーマ
- ももいろクローバー『キミとセカイ』（2010年10月9日 - 11月6日）
- 中野腐女シスターズ『wktk数え唄』（2010年11月20日 - 2011年1月22日）

## イベント
- 第1回イベント「アイドルちん このイベントに大集合!」（2010年10月18日、SHIBUYA-AX）
- ユニット対抗!「自分☆TV」基地局（2010年11月5日、Macherie.tv）
- 第2回イベント「アイドルちん コラボだよ!全員集合」（2010年11月29日、原宿アストロホール）
- 第3回イベント「アイドルちん クリスマスイベント」（2010年12月20日、日本橋三井ホール）
- 第4回イベント「アイドルちん 大感謝祭」（2011年1月17日、汐留・日テレホール）

## DVD
- アイドルちん このDVDを見よ!! 中野腐女ちんも ももクロちんも トマパイちんも グラドルちんも大集合!!! 空前のアイドルガちんコウォーズ（2010年11月10日、バップ）
- アイドルちん　ちんプレー好プレー続出ちん　このBOXでは、中野腐女ちんも　ももクロちんも　トマパイちんも　グラドルちんも大暴れ!!　史上最高のアイドルガちんコ大戦の全記憶!!(2011年3月18日、バップ）

## 備考
- 2010年11月13日は第89回全国高等学校サッカー選手権大会・東京B代表決勝戦放送のため、休止。
- 2010年12月11日、12月18日はFIFAクラブワールドカップ2010中継[1]のため、休止。
- 2010年12月25日（2010年年内最終放送）は『週末のシンデレラ 世界!弾丸トラベラー・クリスマス・スペシャル』放送のため、35分遅れ[2]の25:55分開始。
- 2011年1月1日は年始特別編成のため、休止。
- 2011年1月8日（同年最初の放送）は『ロンブー&チュートの芸能人ヒットソングで爆笑ショーバトル!』と、『広瀬アリスの高校サッカー魂』（第89回全国高等学校サッカー選手権大会・準決勝ハイライト）放送のため、60分遅れの26:20開始。
- 2011年1月15日は土曜ドラマ『デカワンコ』初回放送のため、15分遅れの25:35分開始。